# Liste der Biografien/Zec
Liste der Biografien |
Portal Biografien |
Personensuche
# |
A |
B |
C |
D |
E |
F |
G |
H |
I |
J |
K |
L |
M |
N |
O |
P |
Q |
R |
S |
T |
U |
V |
W |
X |
Y |
Z |
?
 
Za |
Zb |
Zc |
Zd |
Ze |
Zf |
Zg |
Zh |
Zi |
Zj |
Zk |
Zl |
Zm |
Zn |
Zo |
Zr |
Zs |
Zu |
Zv |
Zw |
Zy |
Zz
 
Zea |
Zeb |
Zec |
Zed |
Zee |
Zef |
Zeg |
Zeh |
Zei |
Zej |
Zek |
Zel |
Zem |
Zen |
Zeo |
Zep |
Zeq |
Zer |
Zes |
Zet |
Zeu |
Zev |
Zew |
Zey |
Zez
Die Liste der Biografien führt alle Personen auf, die in der deutschsprachigen Wikipedia einen Artikel haben. Dieses ist eine Teilliste mit 136 Einträgen von Personen, deren Namen mit den Buchstaben „Zec“ beginnt.

## Zec
- Zec Peškirič, Maša (* 1987), slowenische Tennisspielerin
- Zec, Branka (* 1986), slowenische Handballspielerin
- Zec, David (* 2000), slowenischer Fußballspieler
- Zec, Ermin (* 1988), bosnisch-herzegowinischer Fußballspieler
- Zec, Goran (* 1994), serbischer American-Football-Spieler
- Zec, Nicola (1883–1958), österreichischer Opernsänger (Bass)
- Zec, Peter (* 1956), deutscher Industriedesigner und Designberater

### Zeca
- Zeca (* 1988), portugiesischer Fußballspieler
- Zeca (* 1994), brasilianischer Fußballspieler
- Zeca Martins, Zeferino (* 1966), angolanischer Ordensgeistlicher, römisch-katholischer Erzbischof von Huambo

### Zecc
- Zecca, Alfredo (1949–2022), argentinischer Geistlicher, Theologe, Erzbischof von Tucumán
- Zecca, Ferdinand (1864–1947), französischer Filmregisseur und Pionier des französischen Films
- Zecchi, Carlo (1903–1984), italienischer Pianist, Dirigent und Musikpädagoge
- Zecchina, Riccardo (* 1963), italienischer Physiker
- Zecchinel, Basil (* 1993), Schweizer Regisseur
- Zecchini, Antonino (1864–1935), italienischer Geistlicher, römisch-katholischer Bischof
- Zecchini, Stefano Pietro (1809–1891), italienischer Lexikograph und Publizist
- Zeccoli, Teodoro (1929–2018), italienischer Automobilrennfahrer

### Zece
- Zeceña, José Migdael (* 1977), guatemaltekischer Straßenradrennfahrer
- Zečević, Aleksandar (* 1975), bosnischer Basketballspieler
- Zečević, Stanko (1994–2013), bosnisch-herzegowinischer Fußballspieler

### Zech
- Zech auf Neuhofen, Julius von (1868–1914), deutscher Offizier, Kolonialbeamter und Gouverneur
- Zech, Adam († 1607), bischöflicher Kanzler und Stadtschreiber von Augsburg
- Zech, Alfred (1932–2011), deutscher Kindersoldat und jugendlicher KriegsheldAlfred Zech (1932–2011)

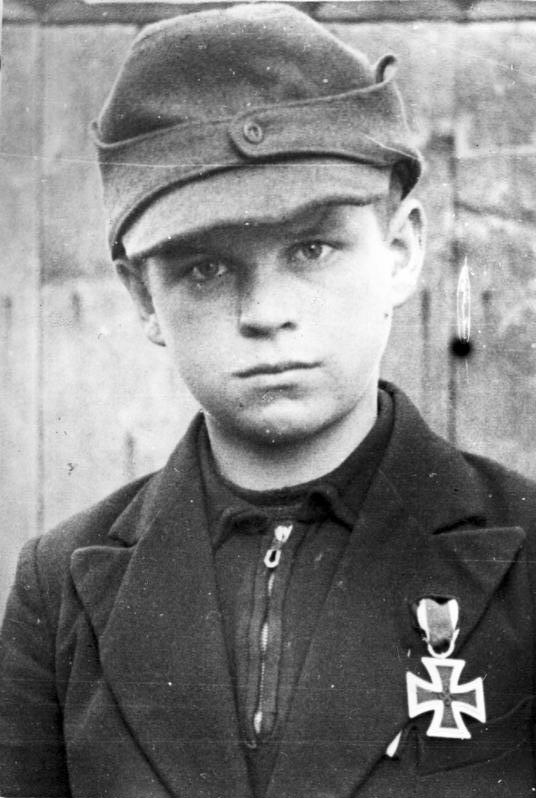
Alfred Zech (1932–2011)

- Zech, August Ferdinand von (1719–1793), deutscher Geheimer Rat, Kammerdirektor des Stifts Merseburg sowie Rittergutsbesitzer
- Zech, Benedikt (* 1990), österreichischer Fußballspieler
- Zech, Benno (1928–2022), deutscher Politiker (CDU), MdL Rheinland-Pfalz
- Zech, Bernhard von (1649–1720), Minister und Schriftsteller am sächsischen Hof in Dresden
- Zech, Bernhard von (1681–1748), deutscher Politiker im Dienst des Kurfürsten von Sachsen
- Zech, Bettina (* 1980), deutsche Schauspielerin und Synchronsprecherin
- Zech, Carlferdinand (1928–1999), deutscher Musikwissenschaftler, Komponist und Chorleiter
- Zech, Christian (* 1961), deutscher Musiker und Kulturmanager
- Zech, Dora (1856–1912), deutsche Malerin
- Zech, Dorothea (1929–2017), deutsche Textildesignerin
- Zech, Franz (1914–1995), deutscher Arzt, Lokalpolitiker und Kulturschaffender
- Zech, Franz Xaver (1692–1772), bayerischer Jesuit, katholischer Theologe, Kanonist und Hochschullehrer
- Zech, Gerhard (* 1937), deutscher Politiker (FDP), MdL
- Zech, Gerhard (1938–2017), deutscher Schwergewichtsboxer
- Zech, Harald (* 1969), liechtensteinischer Fussballspieler
- Zech, Helmut von (* 1955), deutscher Kommunal- und Landespolitiker (FDP), MdL
- Zech, Herbert (* 1948), österreichischer Gynäkologe und Reproduktionsmediziner
- Zech, Herbert (* 1974), deutscher Rechtswissenschaftler und Biologe
- Zech, Jada (* 2005), deutsche Synchronsprecherin
- Zech, Jakob († 1540), böhmischer Uhrmacher
- Zech, Julius (1821–1864), deutscher Astronom und Mathematiker
- Zech, Jürgen (* 1965), liechtensteinischer Fußballspieler und Politiker
- Zech, Karl (1892–1944), deutscher Politiker (NSDAP), MdR, MdL, SS-Gruppenführer
- Zech, Kurt (* 1957), deutscher Unternehmer
- Zech, Lore (1923–2013), deutsche Humangenetikerin
- Zech, Ludwig Adolph von (1683–1760), deutscher Politiker
- Zech, Maria Aleydis (1713–1773), Zisterzienserin, Äbtissin der Reichsabtei Heggbach
- Zech, Michael (* 1977), deutscher Geoökologe
- Zech, Nicolaus (1559–1607), deutscher Kammerrat
- Zech, Otto (1886–1965), deutscher Generalmajor der deutschen Luftwaffe
- Zech, Paul (1881–1946), deutscher Lyriker, Schriftsteller und Publizist des ExpressionismusPaul Zech (1881–1946)

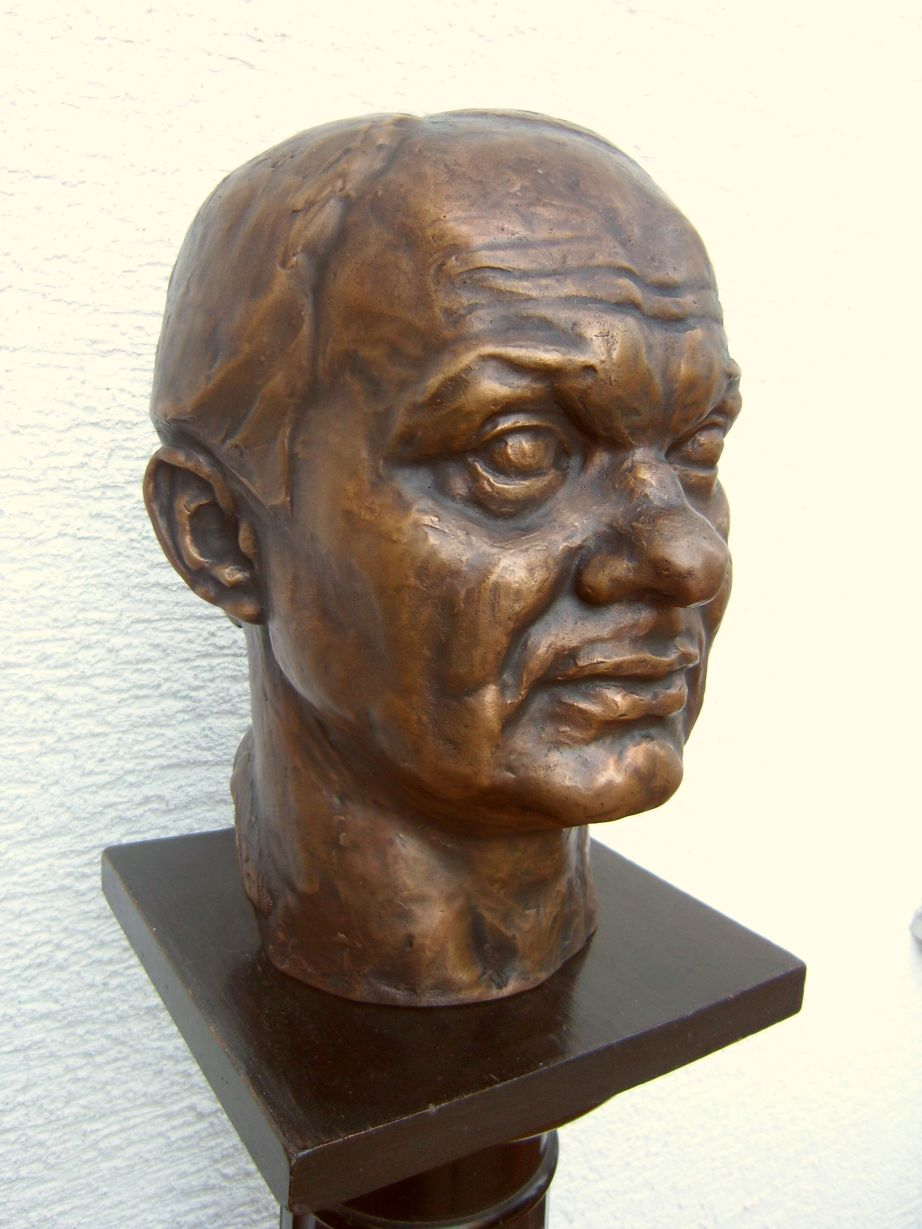
Paul Zech (1881–1946)

- Zech, Paul Heinrich von (1828–1893), deutscher Physiker und Astronom
- Zech, Reinhold (* 1948), deutscher Fußballspieler
- Zech, Roger (1967–1991), liechtensteinischer Fussballspieler
- Zech, Roland (* 1977), deutscher Geograph
- Zech, Rosel (1940–2011), deutsche Schauspielerin
- Zech, Sabine (* 1940), deutsche Kommunalpolitikerin (SPD), Oberbürgermeisterin von Hamm
- Zech, Sibylla (* 1960), österreichische Raumplanerin und Hochschullehrerin
- Zech, Till (* 1966), deutscher Rechtsanwalt, Steuerrechtler
- Zech, Tobias (* 1981), deutscher Politiker (CSU), MdB
- Zech, Uli (1927–2010), deutscher Architekt, Stadtplaner und Baubeamter
- Zech, Walther (1918–2010), deutscher Verleger
- Zech, Werner (1895–1981), deutscher Generalmajor der Luftwaffe im Zweiten Weltkrieg
- Zech, Wilhelm Ernst von (1690–1753), Hofbeamter an den sächsischen Höfen in Weimar und Merseburg
- Zech, Wolfgang (* 1937), deutscher Bodenkundler
- Zech-Burkersroda, Ernst Lothar Julius Graf von (1885–1946), deutscher Diplomat
- Zech-Burkersroda, Georg Graf von (* 1938), deutscher Unternehmer und Mäzen
- Zech-Burkersroda, Julius von (1805–1872), deutscher Politiker
- Zech-Hoop, Karin (* 1973), liechtensteinische Politikerin (FBP)
- Zech-Nenntwich, Hans-Walter (* 1916), deutscher Kriegsverbrecher, Agent und Unternehmer
- Zech-Weymann, Margot (1911–2004), deutsche Architektin
- Zecha, Chesterina Sim (* 1943), indonesische Tänzerin und Schauspielerin
- Zecha, Fritz (1925–1996), österreichischer Schauspieler, Regisseur und Oberspielleiter
- Zecha, Gerhard (* 1942), österreichischer Philosoph und Hochschullehrer
- Zechanowski, Michail Michailowitsch (1889–1965), sowjetischer Filmregisseur
- Zechberger, Günther (* 1951), österreichischer Komponist
- Zechel, Artur (* 1911), deutscher Archivar
- Zechel, Thomas (* 1965), deutscher Fußballspieler
- Zechel, Tim (* 1996), deutscher HandballspielerTim Zechel (* 1996)

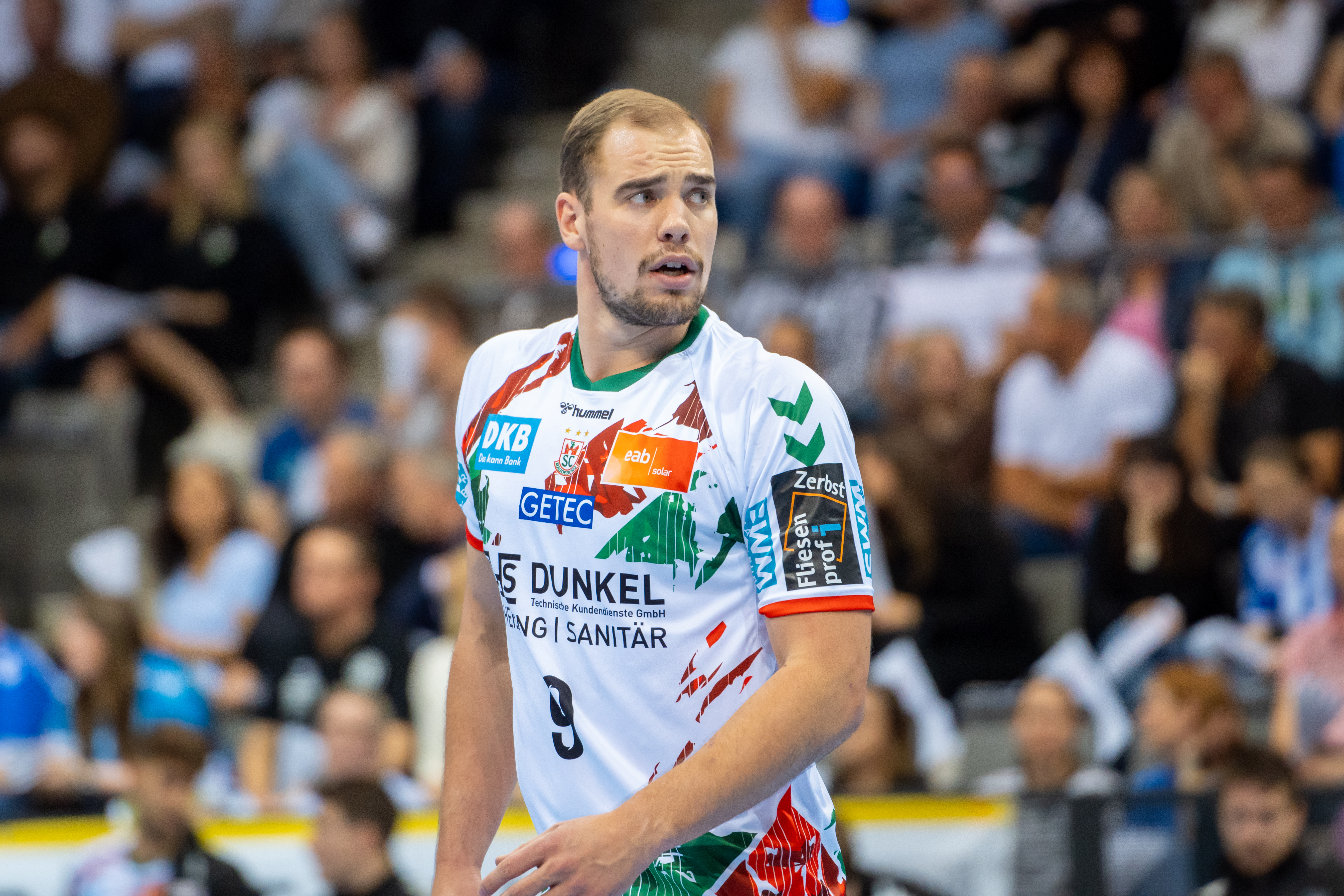
Tim Zechel (* 1996)

- Zechendorf, Johann (1580–1662), deutscher Philologe und Pädagoge
- Zecher, Finn (* 2000), deutscher Handballtorwart
- Zecher, Reinhard (* 1948), deutscher Philosoph
- Zechiël, Gjivai (* 2004), niederländischer Fußballspieler
- Zechiel-Eckes, Klaus (1959–2010), deutscher Historiker und Mediävist
- Zechlin, Arthur (1849–1939), deutscher Gymnasialdirektor und pommerscher Heimathistoriker
- Zechlin, Dieter (1926–2012), deutscher Pianist
- Zechlin, Egmont (1896–1992), deutscher Historiker und Universitätsprofessor
- Zechlin, Erich (1883–1954), deutscher Diplomat und Archivar
- Zechlin, Hans-Jürgen (* 1934), deutscher Ökonom
- Zechlin, Konrad (1854–1936), altmärkischer Heimatforscher
- Zechlin, Lothar (* 1944), deutscher Staatsrechtler und Rektor
- Zechlin, René (* 1974), deutscher Kunsthistoriker, Autor und Herausgeber, Direktor vom Kunstverein Hannover
- Zechlin, Ruth (1899–1966), deutsche Autorin
- Zechlin, Ruth (1926–2007), deutsche Komponistin, Cembalistin und Organistin
- Zechlin, Theodor (1818–1895), deutscher Apotheker und Heimatforscher in der Altmark
- Zechlin, Walter (1879–1962), deutscher Diplomat, Politiker (SPD) und Staatsbeamter
- Zechmann, Heinrich (1898–1979), österreichischer Politiker (FPÖ), Abgeordneter zum Nationalrat
- Zechmayer, Wolfgang S. (* 1962), österreichischer Film- und Fernsehschauspieler
- Zechmeister, Alexander Victor (1817–1877), deutscher Theaterschauspieler und Bühnenschriftsteller
- Zechmeister, Christa (* 1957), deutsche Skirennläuferin
- Zechmeister, Ferdinand (1927–1998), österreichischer Fußballspieler
- Zechmeister, Freusa (1941–2024), brasilianische Architektin, Designerin und Kostümbildnerin
- Zechmeister, Gerhard (* 1960), österreichischer Tubist und Musikhistoriker
- Zechmeister, László (1889–1972), ungarischer Chemiker
- Zechmeister, Marianne (* 1960), deutsche Skirennläuferin
- Zechmeister, Martha (* 1956), österreichische Theologin und Hochschullehrerin
- Zechmeister, Peter (* 1954), deutscher Basketballspieler und -trainer
- Zechmeister, Walter (* 1955), österreichischer Politiker (FPÖ), Landtagsabgeordneter im Burgenland
- Zechner, Dominik (* 1988), österreichischer Autor und Literaturtheoretiker
- Zechner, Gerhard (* 1957), österreichischer Politiker (SPÖ), Landtagsabgeordneter in Vorarlberg
- Zechner, Ingo (* 1972), österreichischer Philosoph und Historiker
- Zechner, Irene (* 1969), österreichische Naturbahnrodlerin
- Zechner, Johanes (* 1953), österreichischer Künstler
- Zechner, Johann Georg (1716–1778), österreichischer Organist und Komponist
- Zechner, Josef (* 1955), österreichischer Finanzökonom
- Zechner, Kathrin (* 1963), österreichische FernsehdirektorinKathrin Zechner (* 1963)

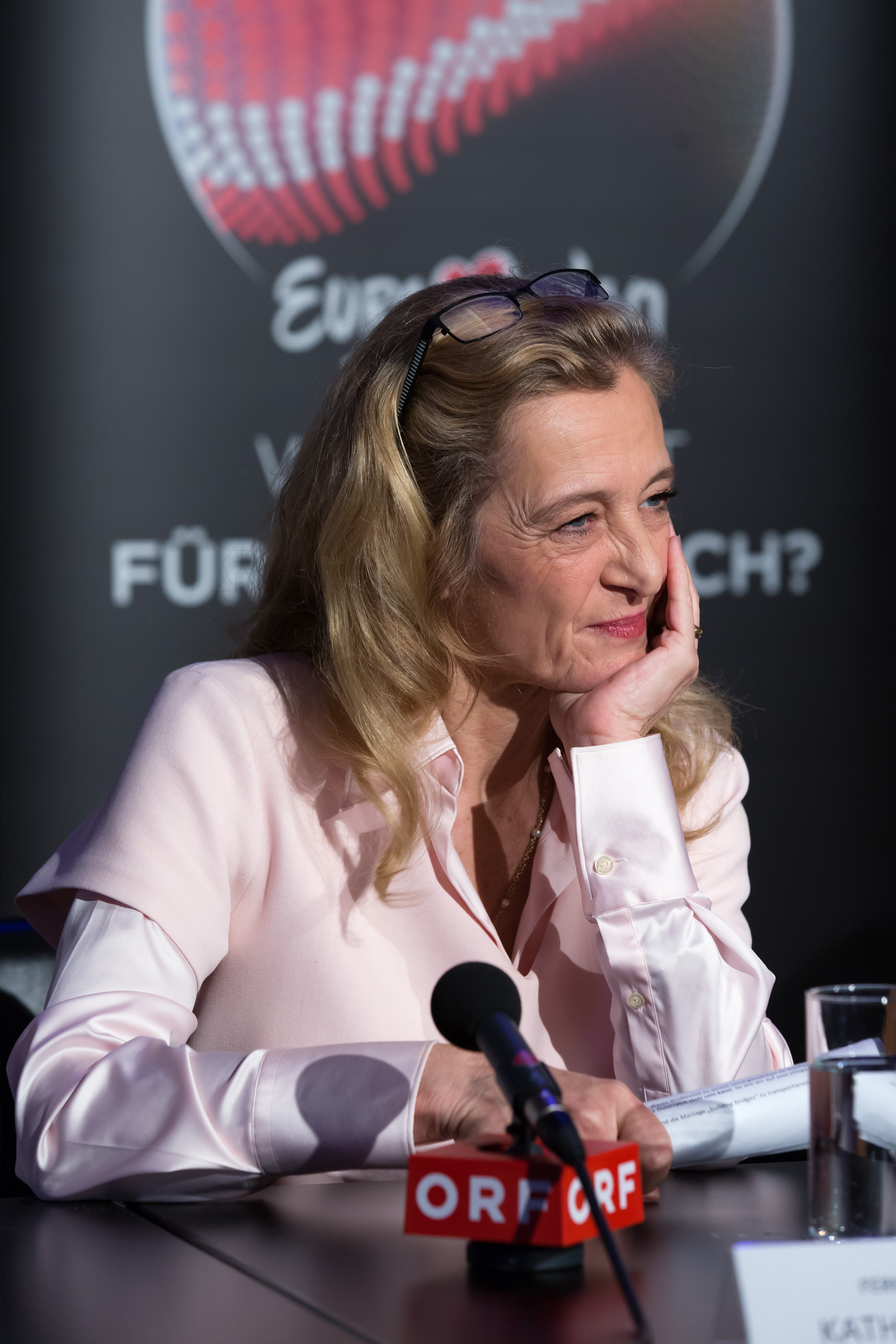
Kathrin Zechner (* 1963)

- Zechner, Leopold (1884–1968), österreichischer Politiker (SPÖ), Abgeordneter zum Nationalrat
- Zechner, Michael (* 1975), österreichischer Fußballspieler
- Zechner, Norbert (1851–1888), österreichischer Benediktiner und Abt
- Zechner, Rudolf (* 1954), österreichischer Molekularbiologe
- Zechner, Theresia (1697–1763), österreichische Ordensgründerin
- Zechner, Willibald (* 1965), österreichischer Skirennläufer
- Zechtl, Rupert (1915–2005), österreichischer Lokomotivführer und Politiker (SPÖ), Abgeordneter zum Nationalrat
- Zechyr, Othmar (1938–1996), österreichischer Maler

### Zeck
- Zeck, Eduard (1862–1940), deutscher Politiker und Bürgermeister
- Zeck, Mike (* 1949), US-amerikanischer Comiczeichner
- Zeckel, Heinz (* 1944), deutscher Autor
- Zeckendorf, Edouard (1901–1983), belgischer Amateur-Mathematiker
- Zeckendorf, Fritz (* 1886), deutscher Drehbuchautor und NS-Opfer
- Zeckwer, Camille (1875–1924), US-amerikanischer Komponist
- Zeckwer, Richard (1850–1922), deutsch-US-amerikanischer Komponist

### Zeco
- Zećo, Maja (* 1984), bosnische Theater- und Filmschauspielerin